# Ngành Giun dẹp
Giun dẹp là những động vật không xương sống thuộc ngành Platyhelminthes (từ tiếng Hy Lạp πλατύ, platy, dẹp, và ἕλμινς (ban đầu: ἑλμινθ-), helminth-, giun). Giun dẹp có đối xứng hai bên và cơ thể dẹp theo chiều lưng bụng. Chúng gồm: sán lông, sán lá và sán dây. Chúng không có khoang cơ thể, cũng không có hệ tuần hoàn chuyên dụng hay cơ quan hô hấp, khiến chúng phải có cơ thể dẹp để dễ tiếp nhận oxy và chất dinh dưỡng qua khuếch tán, cùng với đó giác bám ở giun dẹp rất phát triển để bám chắc vào vật chủ tránh bị đẩy ra khỏi vật chủ.
Theo phân loại động vật học truyền thống Platyhelminthes được chia thành Turbellaria, hầu hết không ký sinh, và ba lớp toàn ký sinh là Cestoda, Trematoda và Monogenea; tuy nhiên, từ khi Turbellaria được chứng minh là không đơn ngành, phân loại này hiện nay bị phản đối. Các loại giun dẹp sống ký sinh đa số ăn thịt, sống trong nước hay môi trường đất ẩm. Cestoda (sán dây) và Fasciola (sán lá gan) có vòng đời phức tạp, khi trưởng thành sống ký sinh trên cá hay động vật có xương sống trên cạn. Trứng của Fasciola được vật chủ bài tiết, trong khi cestoda trưởng thành tách nhỏ mình ra nhiều đoạn nhỏ lưỡng tính được vật chủ bài tiết.